# Ridväg

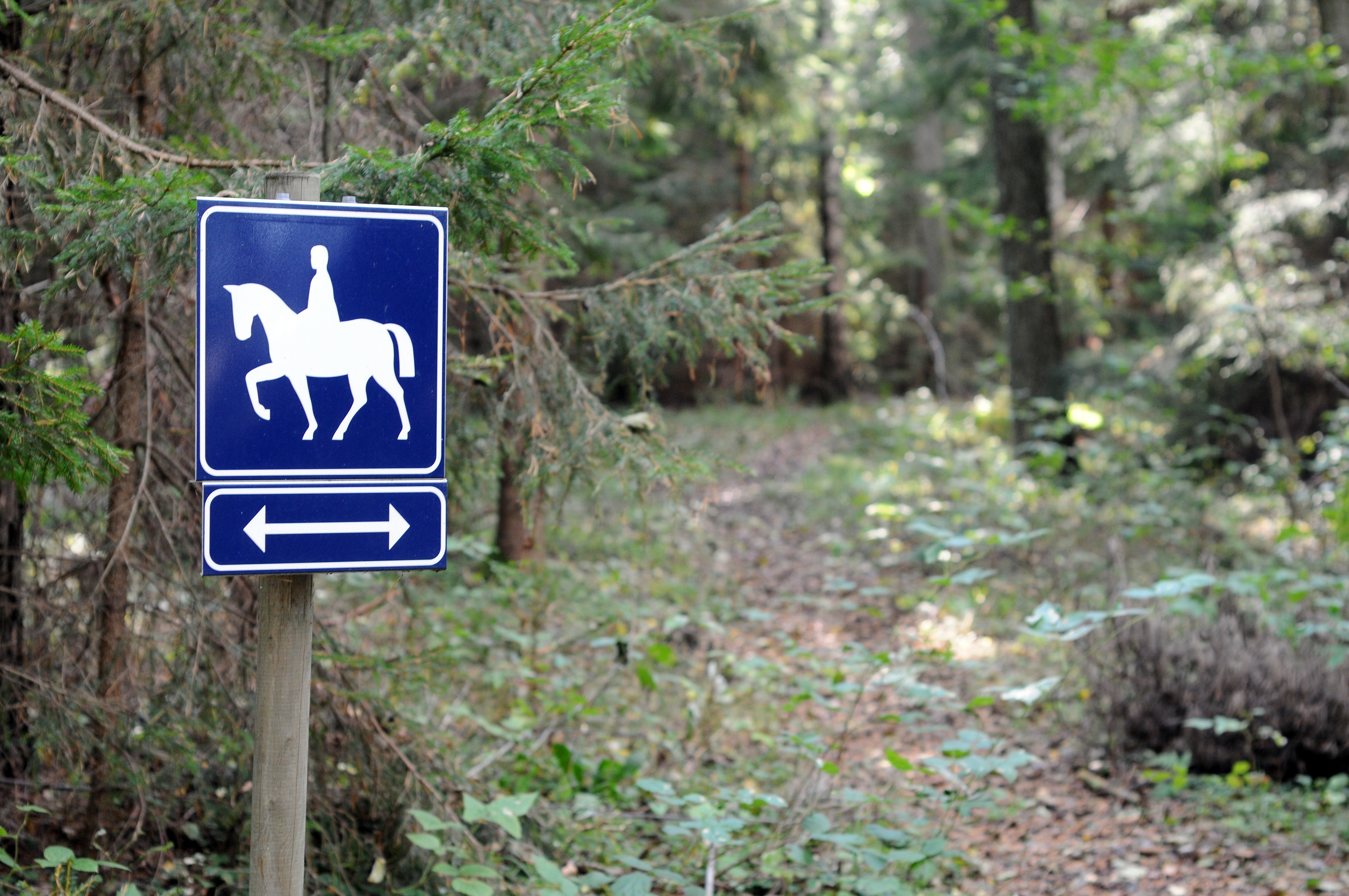
Skylt för ridväg

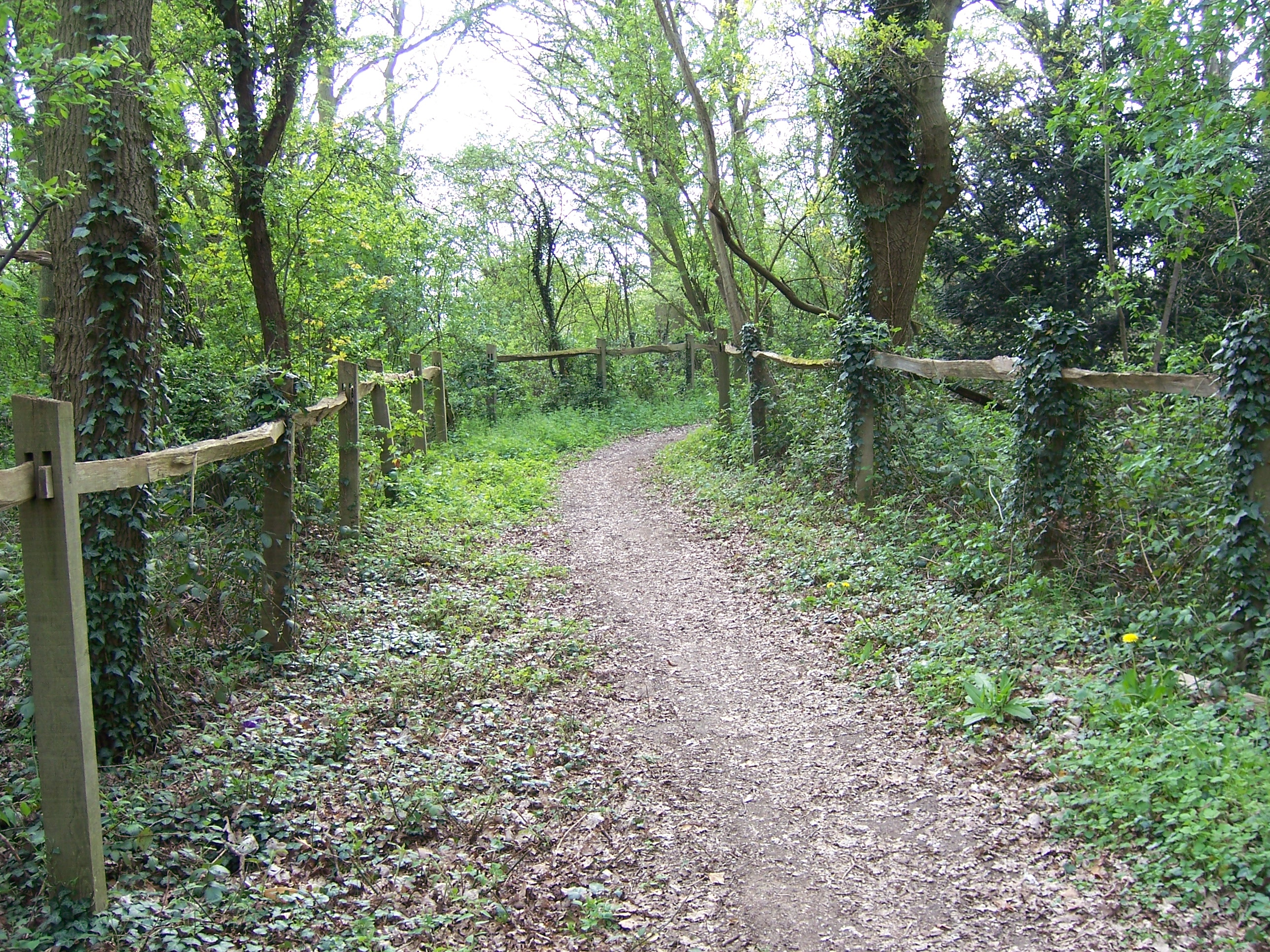
Ridväg i Hillingdon

En ridväg är en markerad och avskild väg som är avsedd för hästar med ryttare. Ridvägar är ofta upptrampade eller gruslagda stigar. De brukar vara skilda från gång- och cykelvägar så att fotgängare och cyklister inte ska besväras av gyttja eller spillning. De är också skilda från biltrafik för att skydda hästar, ryttare, och hästars hovar.
I engelska och walesiska bestämmelser om rätt att använda hävdvunna rutter över privat mark (engelska: rights of way) skiljer man mellan allmän gångstig (engelska: public footpath) och allmän ridstig (engelska: bridleway), där man på de senare får röra sig också med häst och cykel.